# Dansk kolonisering af Amerika
Den danske kolonisering af Amerika omfatter de kolonier, som Kongeriget Danmark etablerede i Amerika. Danmark havde kolonier fra 1700-tallet frem til 1900-talletog store dele af dette omfattede koloniserier i Nordamerika
Opdagelsesrejsende og bosættere fra Danmark-Norge lagde beslag på Dansk Vestindien (nuværende Amerikanske Jomfruøer), som Danmark senare solgte til USA. I starten af 1721, grundlagde man også kolonier i Grønland, som nu er en selvstyrende del af Kongeriget Danmark.
Danmark-Norge grundlagde en koloni på Sankt Thomas 1671, Sankt Jan år 1718, og købte Sankt Croix fra Frankrig i 1733. I 1700-tallet var Jomfruøerne i det Caribiske Hav delt i to territorier, et tilhørende Britiske Imperium og det andet danske (Danske besiddelser). De danske øer blev administreret af Vestindisk-guineisk Kompagni indtil 1755 da den danske konge opkøbte dem.